# Повіти Республіки Китай

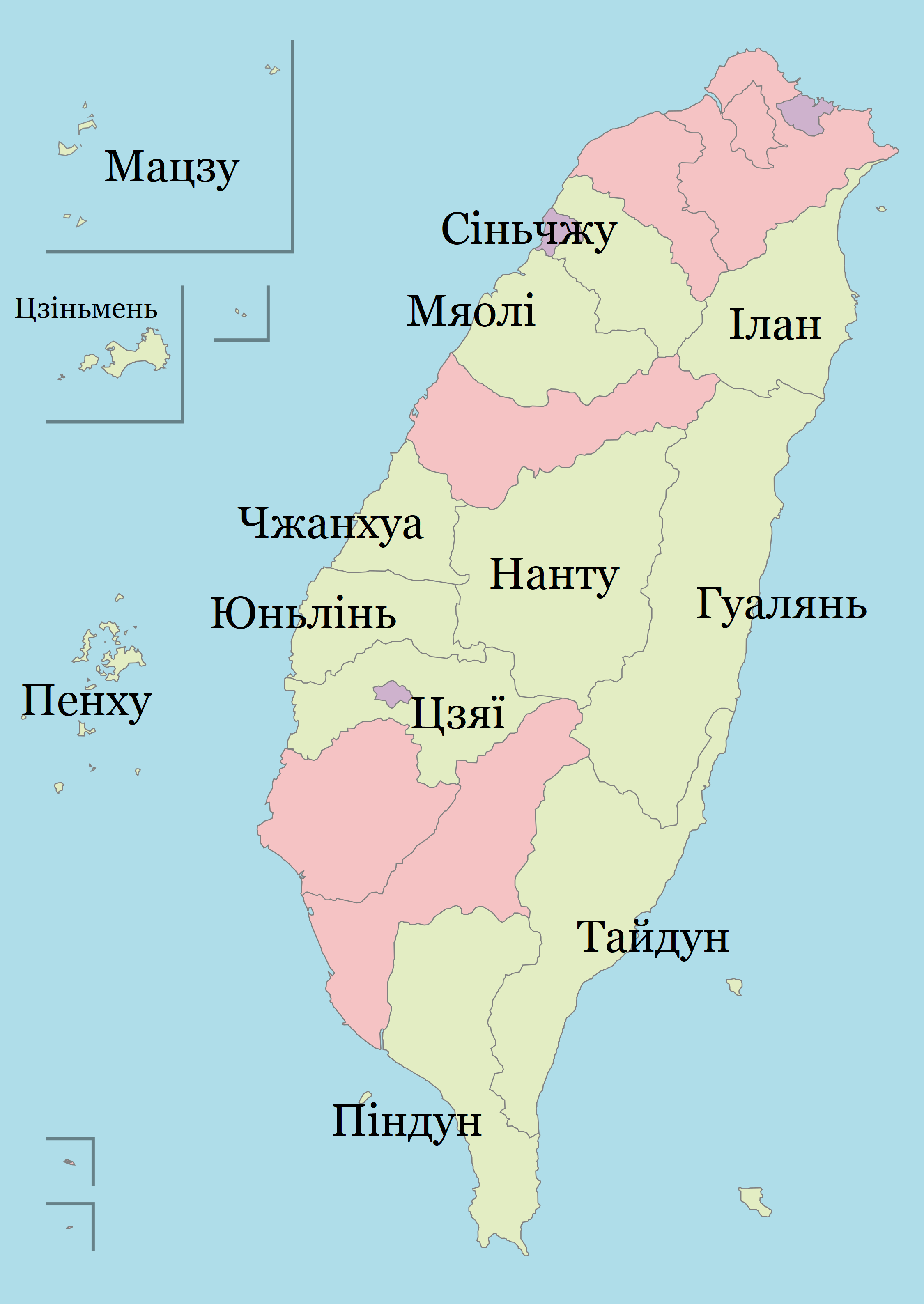
Повіти Республіки Китай

Повіти Республіки Китай (кит. трад.: 縣; піньїнь: xiàn; певедзі: koān) — тринадцять (станом на 2017) адміністративних одиниць Республіки Китай другого рівня. У системі урядування їх відповідники — Міста провінційного підпорядкування. Систему повітів було реформовано у 2010 році. Історично підпорядковані провінціям, а з 1998 року — центральній вдаді.

## Список
| Назва                    | Прапор | Китайською     | Піньїнь   | Офіційна романізація | Певедзі    | Хакка     | Столиця         |
| ------------------------ | ------ | -------------- | --------- | -------------------- | ---------- | --------- | --------------- |
| Тайвань (臺灣省，台灣省) |        |                |           |                      |            |           |                 |
| Їлань                    |        | 宜蘭縣         | Yílán     | Yilan County         | Gî-lân     | Ngì-làn   | Їлань (宜蘭)    |
| Мяолі                    |        | 苗栗縣         | Miáolì    | Miaoli County        | Biâu-le̍k   | Mèu-li̍t   | Мяолі (苗栗)    |
| Наньтоу                  |        | 南投縣         | Nántóu    | Nantou County        | Lâm-tâu    | Nàm-thèu  | Наньтоу (南投)  |
| Піндун                   |        | 屏東縣         | Píngdōng  | Pingtung County      | Pîn-tong   | Phìn-tûng | Піндун (屏東)   |
| Пенху                    |        | 澎湖縣         | Pénghú    | Penghu County        | Phêⁿ-ô͘     | Phàng-fù  | Магун (馬公)    |
| Синьчжу                  |        | 新竹縣         | Xīnzhú    | Hsinchu County       | Sin-tek    | Sîn-tsuk  | Чжубей (竹北)   |
| Тайдун                   |        | 臺東縣，台東縣 | Táidōng   | Taitung County       | Tâi-tang   | Thòi-tûng | Тайдун (台東)   |
| Хуалянь                  |        | 花蓮縣         | Huālián   | Hualien County       | Hoa-liân   | Fâ-lièn   | Хуалянь (花蓮)  |
| Цзяї                     |        | 嘉義縣         | Jiāyì     | Chiayi County        | Ka-gī      | Kâ-ngi    | Тайбао (太保)   |
| Чжанхуа                  |        | 彰化縣         | Zhānghuà  | Changhua County      | Chiong-hoà | Chông-fa  | Чжанхуа (彰化)  |
| Юньлінь                  |        | 雲林縣         | Yúnlín    | Yunlin County        | Hûn-lîm    | Yùn-lìm   | Доулю (斗六)    |
| Фуцзянь (福建省)         |        |                |           |                      |            |           |                 |
| Ляньцзян                 |        | 連江縣         | Liánjiāng | Lienchiang County    | Liân-kang  | Lièn-kông | Наньгань (南竿) |
| Цзіньмень                |        | 金門縣         | Jīnmén    | Kinmen County        | Kim-mn̂g    | Kîm-mùn   | Цзіньчен (金城) |

### Уряди повітів
| Назва     | Назва | Офіційна романізація | Виконавча влада | Виконавча влада     | Законодавча влада |
| Назва     | Назва | Офіційна романізація | Уряд            | Магістрат           | Рада              |
| --------- | ----- | -------------------- | --------------- | ------------------- | ----------------- |
| Їлань     |       | Yilan County         | Повітовий уряд  | Повітовий магістрат | Повітова рада     |
| Мяолі     |       | Miaoli County        | Повітовий уряд  | Повітовий магістрат | Повітова рада     |
| Наньтоу   |       | Nantou County        | Повітовий уряд  | Повітовий магістрат | Повітова рада     |
| Піндун    |       | Pingtung County      | Повітовий уряд  | Повітовий магістрат | Повітова рада     |
| Пенху     |       | Penghu County        | Повітовий уряд  | Повітовий магістрат | Повітова рада     |
| Синьчжу   |       | Hsinchu County       | Повітовий уряд  | Повітовий магістрат | Повітова рада     |
| Тайдун    |       | Taitung County       | Повітовий уряд  | Повітовий магістрат | Повітова рада     |
| Хуалянь   |       | Hualien County       | Повітовий уряд  | Повітовий магістрат | Повітова рада     |
| Цзяї      |       | Chiayi County        | Повітовий уряд  | Повітовий магістрат | Повітова рада     |
| Чжанхуа   |       | Changhua County      | Повітовий уряд  | Повітовий магістрат | Повітова рада     |
| Юньлінь   |       | Yunlin County        | Повітовий уряд  | Повітовий магістрат | Повітова рада     |
| Ляньцзян  |       | Lienchiang County    | Повітовий уряд  | Повітовий магістрат | Повітова рада     |
| Цзіньмень |       | Kinmen County        | Повітовий уряд  | Повітовий магістрат | Повітова рада     |